# Acrotomodes hemixantha
Acrotomodes hemixantha là một loài bướm đêm trong họ Geometridae.